# Helene Anton
Helene Anton, leánykori neve: Helene Lang (Lemberg, Galícia, 1859. augusztus 17. – Königsberg, 1931) német írónő.

## Élete
Apja osztrák katonai tisztviselő volt. Családja tilalma ellenére 1878-ban egy színházban lett színésznő. Színpadi sikerei ellenére négy évvel később befejezte pályafutását, s 1882-ben férjhez ment Paul Antonhoz (született: 1857), az Ostpreussische Zeitung főszerkesztőjéhez. Első verseskötete 1881-ben jelent meg Vom Herzen zum Herzen címmel. Házasságkötése után kezdett komolyabban foglalkozni az irodalommal, elsősorban vígjátékokat írt 1887-től a házaspár a poroszországi Königsbergben élt.

## Munkái
- Vom Herzen zum Herzen. (költemények, Union, Berlin, 1881)
- Frauenlist. Schwank in einem Aufzug. (Reclam, Leipzig, 1892)
- Liebesopfer (novella, 1893)
- Eine Zigeunerin (színjáték, 1894)
- Aus Liebe (novella, 1895)
- Sascha, die Frau (novella, 1896)
- Gedankensünde (regény, 1896)
- Eine Liebe (1897)
- Das Ende vom Liede. (regény, Leipzig, 1897)
- Mörder-Gewohnheit. (Eckstein, Berlin, 1906)
- Nur kein Leutnant und andere Humoresken. (Bartenschlager, Reutlingen, 1909)
- Schminke. Theater-Roman von Helene Lang-Anton. (Klambt, Neurode, 1909)
- Der Frauenkenner und andere Novellen. (Enßlin & Laiblin, Reutlingen, 1910)
- Die Karsteins. Die Liebe höret nimmer auf. (Enßlin & Laiblin, Reutlingen, 1919)

## Fordítás
- Ez a szócikk részben vagy egészben  a   Helene Anton című német Wikipédia-szócikk ezen változatának fordításán alapul.  Az eredeti cikk szerkesztőit annak laptörténete sorolja fel. Ez a jelzés csupán a megfogalmazás eredetét és a szerzői jogokat jelzi, nem szolgál a cikkben szereplő információk forrásmegjelöléseként.